# Уссита
Уссита (итал. Ussita) — коммуна в Италии, располагается в регионе Марке, в провинции Мачерата.
Население составляет 444 человека (2008 г.), плотность населения составляет 8 чел./км². Занимает площадь 55 км². Почтовый индекс — 62039. Телефонный код — 0737.
Покровителем коммуны почитается животворящий Крест Господень, празднование в первое воскресение сентября.

## Демография
Динамика населения:

## Администрация коммуны
- Официальный сайт: http://www.ussita.sinp.net